# Серрехон
Серрехон — великий вугільний кар'єр в Колумбії, на південному сході департаменту Ла Гуахіра, недалеко від кордону з Венесуелою. 

## Опис
Кар'єр розташований у північно-східній частині басейну Сезар-Ранчерія, басейну річки Ранчерія, між Сьєрра-Невада-де-Санта-Марта на заході та Сьєрра-де-Періха на південному сході.
У Серрехоні видобувається низькозольне бітумінозне вугілля з низьким вмістом сірки із Серехонської формації. У полі кар'єра залягає 40 пластів сумарною потужністю 120 м (від 0,9 до 4,8 м). Коефіцієнт розкриву 5:1. Кар'єр «Серрехон» є одним з найбільших вугільних кар'єрів у світі: найбільший в Латинській Америці і десятий за величиною у світі. Серрехон простягається на 690 квадратних кілометрів (270 квадратних миль). Він поділений на три секції: північна зона, центральна зона та південна зона. Загальні підтверджені запаси оцінюються в 503 млн тонн.
У 2016 році на шахті було видобуто 32 683 315 тонн вугілля.